# Stathmopoda trichodora
Stathmopoda trichodora is een vlinder uit de familie Stathmopodidae. De wetenschappelijke naam van de soort is voor het eerst geldig gepubliceerd in 1909 door Meyrick.